# Galíciai Szovjet Szocialista Köztársaság
A Galíciai Szovjet Szocialista Köztársaság (ukránul: Галицька Соціалістична Радянська Республіка / Halicka Szocialiszticsna Ragyanszka Reszpublika) 1920. július 8. és 1920. szeptember 21. között létezett rövid életű állam.
Az Osztrák–Magyar Monarchia első világháborús összeomlása után 1918 novemberében Nyugat-Podólia a Nyugat-Ukrán Népköztársaság része lett, de a lengyel csapatok már 1919-ben átvették a terület fölött az irányítást, amit az 1920 évi áprilisi lengyel–ukrán megállapodás megerősített. Röviddel ezután szovjet-orosz csapatok vonultak be a területre és megalapították a Galíciai Szovjet Szocialista Köztársaságot.
A népköztársaságot a Galíciai Forradalmi Bizottság (HalRevKom) kormányozta, azonban de facto a terület irányítója Szovjet-Oroszország volt. A kormány Tarnopolban ülésezett, az elnök Volodimir Zatonszkij volt. A Forradalmi Bizottság rövid idő alatt kiépítette a közigazgatási struktúrát, felállította a Galíciai Vörös Hadsereget, új valutát bocsátott ki, megkezdte az oktatási rendszer kiépítését. Az állam hivatalos nyelve a lengyel, ukrán és a jiddis volt.
Kelet-Galícia egyik fontos területét azonban soha nem tudták ellenőrizni: Lviv területe, Boriszlav és Drohobics olajmezői Lengyelország fennhatósága alatt maradtak.
A Galíciai Szovjet Szocialista Köztársaság gyorsan széthullott a lengyel támadások hatására. A rigai béke 1921-ben megerősítette, hogy Galícia teljes területe Lengyelország részét képezi.